# ワールド・マッチプレイ (ダーツ)
ワールド・マッチプレイ (英語: World Matchplay) は、プロフェッショナル・ダーツ・コーポレイション (PDC) が開催するダーツのトーナメントである。
初開催の1994年から、ブラックプールのウィンター・ガーデンズにおいて、毎年開催されており、PDC ワールド・ダーツ・チャンピオンシップと同じく、PDC主催大会において、最も長く続いている （厳密には、開催月の関係で2番目）。

## 歴史
ワールド・マッチプレイは、1980年代からの名選手であったジョッキー・ウィルソンが最後に参戦したテレビ放送される主要トーナメントとなったり、イギリスにおいてテレビで生放送されている試合中、フィル・テイラーにより初めてナイン・ダート・フィニッシュが達成されたイベントとなったりと、見所も多い。2020年は新型コロナウイルス感染拡大のため、ミルトン・キーンズのマーシャル・アリーナで無観客開催された。2022年からは女子ワールド・マッチプレイ（ワンデー大会）も行われている。
2012年以前は、他大会とは異なり、予定のレグ数に達しても、2レグ差がなければ無限に延長されるルールであったため、予定よりも大幅に長引く試合があった。2018年大会から優勝者にフィル・テイラー・トロフィーが授与される。
歴代優勝回数はフィル・テイラーの16回、次いでマイケル・ヴァン・ガーウェンの3回。

## 賞金
このトーナメントの賞金額は、以下の通りとなっている。

### 男子
| 年   | 優勝     | 準優勝   | 準決勝  | 準決勝  | 準々決勝 | ラスト16 | ラスト32 | 9ダーター  | 実総額   | 公称総額 |
| 年   | 優勝     | 準優勝   | 3位     | 4位     | 準々決勝 | ラスト16 | ラスト32 | 9ダーター  | 実総額   | 公称総額 |
| ---- | -------- | -------- | ------- | ------- | -------- | -------- | -------- | ---------- | -------- | -------- |
| 1994 | £10,000  | £6,000   | £3,250  | £2,750  | £1,500   | £800     | £500     | -          | £42,400  | £42,400  |
| 1995 | £10,000  | £6,000   | £3,250  | £2,750  | £1,500   | £800     | £500     | -          | £42,400  | £42,400  |
| 1996 | £12,000  | £7,000   | £3,750  | £3,250  | £1,650   | £925     | £500     | -          | £48,000  | £48,000  |
| 1997 | £12,000  | £6,000   | £3,250  | £2,750  | £1,700   | £900     | £500     | -          | £46,000  | £46,000  |
| 1998 | £14,000  | £7,000   | £3,500  | £3,500  | £2,000   | £1,250   | £750     | -          | £58,000  | £58,000  |
| 1999 | £14,000  | £7,000   | £3,500  | £3,500  | £2,000   | £1,250   | £750     | -          | £58,000  | £58,000  |
| 2000 | £14,000  | £7,000   | £3,500  | £3,500  | £2,000   | £1,250   | £750     | -          | £58,000  | £58,000  |
| 2001 | £14,000  | £7,000   | £4,000  | £4,000  | £2,000   | £1,500   | £1,000   | -          | £65,000  | £65,000  |
| 2002 | £15,000  | £7,500   | £4,500  | £4,500  | £2,500   | £1,750   | £1,250   | £100,000   | £175,500 | £75,500  |
| 2003 | £15,000  | £8,000   | £5,000  | £5,000  | £2,750   | £2,000   | £1,250   | -          | £80,000  | £80,000  |
| 2004 | £20,000  | £10,000  | £6,000  | £6,000  | £4,000   | £2,250   | £1,500   | -          | £100,000 | £100,000 |
| 2005 | £25,000  | £12,500  | £7,250  | £7,250  | £5,000   | £2,500   | £1,750   | -          | £120,000 | £120,000 |
| 2006 | £30,000  | £15,000  | £10,000 | £10,000 | £6,250   | £3,500   | £2,000   | -          | £150,000 | £150,000 |
| 2007 | £50,000  | £20,000  | £10,000 | £10,000 | £7,500   | £5,000   | £2,500   | -          | £200,000 | £200,000 |
| 2008 | £60,000  | £30,000  | £17,000 | £17,000 | £12,000  | £8,000   | £4,000   | -          | £300,000 | £300,000 |
| 2009 | £100,000 | £50,000  | £25,000 | £25,000 | £15,000  | £7,500   | £5,000   | -          | £300,000 | £400,000 |
| 2010 | £150,000 | £75,000  | £50,000 | £50,000 | £20,000  | £6,500   | £4,000   | £1,000     | £401,000 | £400,000 |
| 2011 | £100,000 | £50,000  | £25,000 | £25,000 | £15,000  | £7,500   | £5,000   | £10,000    | £410,000 | £400,000 |
| 2012 | £100,000 | £50,000  | £25,000 | £25,000 | £15,000  | £7,500   | £5,000   | £2,500 x 2 | £405,000 | £400,000 |
| 2013 | £100,000 | £50,000  | £25,000 | £25,000 | £15,000  | £7,500   | £5,000   | -          | £400,000 | £400,000 |
| 2014 | £100,000 | £50,000  | £27,000 | £27,000 | £17,500  | £10,000  | £6,000   | £10,000    | £460,000 | £450,000 |
| 2015 | £100,000 | £50,000  | £27,000 | £27,000 | £17,500  | £10,000  | £6,000   | -          | £450,000 | £450,000 |
| 2016 | £100,000 | £50,000  | £27,000 | £27,000 | £17,500  | £10,000  | £6,000   | -          | £450,000 | £450,000 |
| 2017 | £115,000 | £55,000  | £30,000 | £30,000 | £17,500  | £11,000  | £7,000   | -          | £500,000 | £500,000 |
| 2018 | £115,000 | £55,000  | £30,000 | £30,000 | £17,500  | £11,000  | £7,000   | £45,000    | £545,000 | £500,000 |
| 2019 | £150,000 | £70,000  | £50,000 | £50,000 | £25,000  | £15,000  | £10,000  | -          | £700,000 | £700,000 |
| 2020 | £150,000 | £70,000  | £50,000 | £50,000 | £25,000  | £15,000  | £10,000  | -          | £700,000 | £700,000 |
| 2021 | £150,000 | £70,000  | £50,000 | £50,000 | £25,000  | £15,000  | £10,000  | -          | £700,000 | £700,000 |
| 2022 | £200,000 | £100,000 | £50,000 | £50,000 | £30,000  | £15,000  | £10,000  | 不明       | 不明     | £800,000 |
| 2023 | £200,000 | £100,000 | £50,000 | £50,000 | £30,000  | £15,000  | £10,000  | -          | £800,000 | £800,000 |
| 2024 | £200,000 | £100,000 | £50,000 | £50,000 | £30,000  | £15,000  | £10,000  | 不明       | 不明     | £800,000 |
| 2025 | £200,000 | £100,000 | £50,000 | £50,000 | £30,000  | £15,000  | £10,000  | 不明       | 不明     | £800,000 |

### 女子
| 年   | 優勝    | 準優勝 | 準決勝 | 準々決勝 | 9ダーター | 実総額  | 公称総額 |
| ---- | ------- | ------ | ------ | -------- | --------- | ------- | -------- |
| 2022 | £10,000 | £5,000 | £2,500 | £1,250   | -         | £25,000 | £25,000  |
| 2023 | £10,000 | £5,000 | £2,500 | £1,250   | -         | £25,000 | £25,000  |
| 2024 | £10,000 | £5,000 | £2,500 | £1,250   | -         | £25,000 | £25,000  |
| 2025 | £10,000 | £5,000 | £2,500 | £1,250   | -         | £25,000 | £25,000  |

## 結果
決勝の結果は下記の通りである
| 年   | 優勝 (決勝平均)                        | Score | 準優勝 (決勝平均)                           | 賞金     | 賞金     | 賞金     | スポンサー | 会場                                   |
| 年   | 優勝 (決勝平均)                        | Score | 準優勝 (決勝平均)                           | 総額     | 優勝     | 準優勝   | スポンサー | 会場                                   |
| ---- | -------------------------------------- | ----- | ------------------------------------------- | -------- | -------- | -------- | ---------- | -------------------------------------- |
| 1994 | ラリー・バトラー (90.72)               | 16–12 | デニス・プリーストリー (91.59)              | £42,800  | £10,000  | £6,000   | Proton     | ウィンター・ガーデンズ, ブラックプール |
| 1995 | フィル・テイラー (90.72)               | 16–11 | デニス・プリーストリー (87.63)              | £42,800  | £10,000  | £6,000   | Webster's  | ウィンター・ガーデンズ, ブラックプール |
| 1996 | ピーター・エヴィソン (100.51)          | 16–14 | デニス・プリーストリー (96.67)              | £52,000  | £12,000  | £7,000   | Webster's  | ウィンター・ガーデンズ, ブラックプール |
| 1997 | フィル・テイラー (106.32)              | 16–11 | アラン・ウォリナー＝リトル (98.42)          | £48,000  | £12,000  | £6,000   | Webster's  | ウィンター・ガーデンズ, ブラックプール |
| 1998 | ロッド・ハリントン (95.03)             | 19–17 | ロニー・バクスター (94.07)                  | £58,000  | £14,000  | £7,000   | PDC        | ウィンター・ガーデンズ, ブラックプール |
| 1999 | ロッド・ハリントン (85.95)             | 19–17 | ピーター・マンリー (86.91)                  | £58,000  | £14,000  | £7,000   | PDC        | ウィンター・ガーデンズ, ブラックプール |
| 2000 | フィル・テイラー (100.32)              | 18–12 | アラン・ウォリナー＝リトル (97.14)          | £58,000  | £14,000  | £7,000   | Stan James | ウィンター・ガーデンズ, ブラックプール |
| 2001 | フィル・テイラー (99.57)               | 18–10 | リッチー・バーネット (90.99)                | £65,000  | £14,000  | £7,000   | Stan James | ウィンター・ガーデンズ, ブラックプール |
| 2002 | フィル・テイラー (98.76)               | 18–16 | ジョン・パート (94.14)                      | £75,500  | £15,000  | £7,500   | Stan James | ウィンター・ガーデンズ, ブラックプール |
| 2003 | フィル・テイラー (94.38)               | 18–12 | ウェイン・マードル (97.44)                  | £80,000  | £15,000  | £8,000   | Stan James | ウィンター・ガーデンズ, ブラックプール |
| 2004 | フィル・テイラー (100.20)              | 18–8  | マーク・ダッドブリッジ (89.24)              | £100,000 | £20,000  | £10,000  | Stan James | ウィンター・ガーデンズ, ブラックプール |
| 2005 | コリン・ロイド (97.89)                 | 18–12 | ジョン・パート (94.53)                      | £120,000 | £25,000  | £12,500  | Stan James | ウィンター・ガーデンズ, ブラックプール |
| 2006 | フィル・テイラー (100.08)              | 18–11 | ジェームズ・ウェイド (90.01)                | £150,000 | £30,000  | £15,000  | Stan James | ウィンター・ガーデンズ, ブラックプール |
| 2007 | ジェームズ・ウェイド (96.83)           | 18–7  | テリー・ジェンキンス (91.62)                | £200,000 | £50,000  | £20,000  | Stan James | ウィンター・ガーデンズ, ブラックプール |
| 2008 | フィル・テイラー (109.47)              | 18–9  | ジェームズ・ウェイド (102.58)               | £300,000 | £60,000  | £30,000  | Stan James | ウィンター・ガーデンズ, ブラックプール |
| 2009 | フィル・テイラー (106.05)              | 18–4  | テリー・ジェンキンス (92.32)                | £400,000 | £100,000 | £50,000  | Stan James | ウィンター・ガーデンズ, ブラックプール |
| 2010 | フィル・テイラー (105.16)              | 18–12 | レイモンド・ファン・バルネフェルト (100.11) | £400,000 | £100,000 | £50,000  | Stan James | ウィンター・ガーデンズ, ブラックプール |
| 2011 | フィル・テイラー (103.84)              | 18–8  | ジェームズ・ウェイド (98.84)                | £400,000 | £100,000 | £50,000  | Sky Bet    | ウィンター・ガーデンズ, ブラックプール |
| 2012 | フィル・テイラー (98.97)               | 18–15 | ジェームズ・ウェイド (95.92)                | £400,000 | £100,000 | £50,000  | Betfair    | ウィンター・ガーデンズ, ブラックプール |
| 2013 | フィル・テイラー (111.23)              | 18–13 | エイドリアン・ルイス (105.92)               | £400,000 | £100,000 | £50,000  | BetVictor  | ウィンター・ガーデンズ, ブラックプール |
| 2014 | フィル・テイラー (107.19)              | 18–9  | マイケル・ヴァン・ガーウェン (101.49)       | £450,000 | £100,000 | £50,000  | BetVictor  | ウィンター・ガーデンズ, ブラックプール |
| 2015 | マイケル・ヴァン・ガーウェン (99.91)   | 18–12 | ジェームズ・ウェイド (90.37)                | £450,000 | £100,000 | £50,000  | BetVictor  | ウィンター・ガーデンズ, ブラックプール |
| 2016 | マイケル・ヴァン・ガーウェン (103.93)  | 18–10 | フィル・テイラー (101.13)                   | £450,000 | £100,000 | £50,000  | BetVictor  | ウィンター・ガーデンズ, ブラックプール |
| 2017 | フィル・テイラー (104.24)              | 18–8  | ピーター・ライト (99.74)                    | £500,000 | £115,000 | £55,000  | BetVictor  | ウィンター・ガーデンズ, ブラックプール |
| 2018 | ゲイリー・アンダーソン (101.12)        | 21–19 | メンサー・スルホビック (104.43)             | £500,000 | £115,000 | £55,000  | BetVictor  | ウィンター・ガーデンズ, ブラックプール |
| 2019 | ロブ・クロス (95.16)                   | 18–13 | マイケル・スミス (95.91)                    | £700,000 | £150,000 | £70,000  | Betfred    | ウィンター・ガーデンズ, ブラックプール |
| 2020 | ディミトリ・バン・デン・バーグ (98.31) | 18–10 | ゲイリー・アンダーソン (92.81)              | £700,000 | £150,000 | £70,000  | Betfred    | Marshall Arena, Milton Keynes          |
| 2021 | ピーター・ライト (105.90)              | 18–9  | ディミトリ・バン・デン・バーグ (100.88)     | £700,000 | £150,000 | £70,000  | Betfred    | ウィンター・ガーデンズ, ブラックプール |
| 2022 | マイケル・ヴァン・ガーウェン (101.19)  | 18–14 | ガーウィン・プライス (96.92)                | £800,000 | £200,000 | £100,000 | Betfred    | ウィンター・ガーデンズ, ブラックプール |
| 2023 | ネーザン・アスピナル (96.21)           | 18–6  | ジョニー・クレイトン (93.56)                | £800,000 | £200,000 | £100,000 | Betfred    | ウィンター・ガーデンズ, ブラックプール |
| 2024 | ルーク・ハンフリーズ (100.94)          | 18–15 | マイケル・ヴァン・ガーウェン (98.74)        | £800,000 | £200,000 | £100,000 | Betfred    | ウィンター・ガーデンズ, ブラックプール |
| 2025 | ルーク・リトラー (107.24)              | 18–13 | ジェームズ・ウェイド (101.54)               | £800,000 | £200,000 | £100,000 | Betfred    | ウィンター・ガーデンズ, ブラックプール |

## 大会記録 (男子)

### 回数
ここでは、回数に関する記録を紹介する。

#### 最多優勝
- 16  フィル・テイラー
- 3  マイケル・ヴァン・ガーウェン
- 2  ロッド・ハリントン
- 1  ラリー・バトラー
- 1  ピーター・エヴィソン
- 1  コリン・ロイド
- 1  ジェームズ・ウェイド
- 1  ゲイリー・アンダーソン
- 1  ロブ・クロス
- 1  ディミトリ・バン・デン・バーグ
- 1  ピーター・ライト
- 1  ネーザン・アスピナル
- 1  ルーク・ハンフリーズ
- 1  ルーク・リトラー

#### 最多決勝出場
- 17  フィル・テイラー
- 7  ジェームズ・ウェイド
- 5  マイケル・ヴァン・ガーウェン
- 3  デニス・プリーストリー
- 2  ロッド・ハリントン
- 2  アラン・ウォリナー＝リトル
- 2  ジョン・パート
- 2  テリー・ジェンキンス
- 2  ゲイリー・アンダーソン
- 2  ピーター・ライト
- 2  ディミトリ・バン・デン・バーグ

#### 最多出場
- 24  フィル・テイラー
- 22  スティーブ・ビートン
- 20  ジェームズ・ウェイド
- 17  デニス・プリーストリー
- 17  ロニー・バクスター
- 17  エイドリアン・ルイス
- 17  ゲイリー・アンダーソン
- 17  マイケル・ヴァン・ガーウェン
- 15  ジョン・パート
- 15  コリン・ロイド
- 15  レイモンド・ファン・バルネフェルト
- 15  デイブ・チズナル
- 15  ピーター・ライト

#### 最多勝利
- 99  フィル・テイラー (5回: 1995, 1997, 2000 - 2004, 2006, 2008 - 2014, 2017;　4回: 2016;　3回: 1999, 2007, 2015;　2回: 1998, 2005;　1回: 1994, 1996)
- 47  ジェームズ・ウェイド (5回: 2007;　4回: 2006, 2008, 2011 - 2012, 2015, 2025;　3回: 2010, 2013, 2024;　2回: 2009, 2014, 2019;　1回: 2018, 2020, 2022)

#### 不敗記録
フィル・テイラーは、驚異の2555日間にわたってワールド・マッチプレー・チャンピオンであった。これはPDCのあらゆるトーナメントを通しても最長の戴冠記録である。
- 38  フィル・テイラー (2008年第1ラウンド - 2015年準決勝)

### 100以上の平均値

#### 全ラウンド
ここでは、2試合以上戦った場合のみの記録とする。フィル・テイラーは2009 R2から2012 R1まで、15試合連続で対戦平均値100超えを達成した。
- 2010  フィル・テイラー (R1: 114.99; R2: 104.60; QF: 103.31; SF: 103.46; F: 105.16)
- 2011  フィル・テイラー (R1: 101.66; R2: 108.01; QF: 108.39; SF: 105.59; F: 103.84)
- 2013  フィル・テイラー (R1: 103.18; R2: 102.64; QF: 104.38; SF: 107.61; F: 111.23)
- 2024  ルーク・ハンフリーズ (R1: 108.76; R2: 102.34; QF: 101.21; SF: 100.64; F: 100.94)
- 2017  ゲイリー・アンダーソン (R1: 101.95; R2: 105.17)
- 2019  ピーター・ライト (R1: 102.04; R2: 103.01; QF: 104.57)
- 2025  ガーウィン・プライス (R1: 100.21; R2: 108.73; QF: 100.21)

#### 回数
2025年開催までの最多は、フィル・テイラーの62回である。
- 62  フィル・テイラー
- 20  マイケル・ヴァン・ガーウェン
- 15  ピーター・ライト
- 12  ジェームズ・ウェイド
- 11  ゲイリー・アンダーソン
- 9  エイドリアン・ルイス
- 7  ロブ・クロス
- 7  ルーク・ハンフリーズ
- 7  ガーウィン・プライス
- 6  ディミトリ・バン・デン・バーグ

#### 最高対戦平均値
2025年開催までの最高は、フィル・テイラーの114.99である。
| 記録   | プレイヤー                   | 対戦相手                     | 年   | ラウンド |
| ------ | ---------------------------- | ---------------------------- | ---- | -------- |
| 114.99 | フィル・テイラー             | バリー・ベイツ               | 2010 | ラスト32 |
| 113.43 | フィル・テイラー             | ゲイリー・モーソン           | 1997 | ラスト32 |
| 112.17 | フィル・テイラー             | クリス・メイソン             | 2002 | 準々決勝 |
| 111.23 | フィル・テイラー             | エイドリアン・ルイス         | 2013 | 決勝     |
| 110.93 | マイケル・ヴァン・ガーウェン | ジェイミー・ルイス           | 2015 | ラスト16 |
| 110.51 | エイドリアン・ルイス         | アンドリュー・ギルディング   | 2015 | ラスト32 |
| 110.37 | ピーター・ライト             | マイケル・ヴァン・ガーウェン | 2021 | 準決勝   |
| 109.71 | フィル・テイラー             | コリン・オズボーン           | 2008 | ラスト16 |
| 109.47 | フィル・テイラー             | ジェームズ・ウェイド         | 2008 | 決勝     |
| 109.47 | フィル・テイラー             | ケビン・ペインター           | 2009 | ラスト16 |

#### 最高大会平均値
ここでは3試合以上を戦った場合のみの記録とする。2025年開催までの最高は、フィル・テイラーの106.31 (2010) である。
| 記録   | プレイヤー       | 年   | 結果         |
| ------ | ---------------- | ---- | ------------ |
| 106.31 | フィル・テイラー | 2010 | チャンピオン |
| 105.81 | フィル・テイラー | 2013 | チャンピオン |
| 105.73 | フィル・テイラー | 2009 | チャンピオン |
| 105.50 | フィル・テイラー | 2011 | チャンピオン |
| 105.12 | ルーク・リトラー | 2025 | チャンピオン |

### ナインダートフィニッシュ
フィル・テイラーは唯一、複数回 (2回) のナインダートフィニッシュを達成している。
| 選手                               | 年   | ラウンド | 方法                          | 相手                   | 結果 |
| ---------------------------------- | ---- | -------- | ----------------------------- | ---------------------- | ---- |
| フィル・テイラー                   | 2002 | 準々決勝 | 3×T20; 3×T20; T20, T19, D12   | クリス・メイソン       | 勝利 |
| レイモンド・ファン・バルネフェルト | 2010 | ラスト32 | 3×T20; 3×T20; T20, T19, D12   | デニス・オーブンズ     | 勝利 |
| ジョン・パート                     | 2011 | ラスト32 | 3×T20; 3×T20; T20, T19, D12   | マーク・ウェブスター   | 敗戦 |
| マイケル・ヴァン・ガーウェン       | 2012 | ラスト16 | 3×T20; 3×T20; T20, T19, D12   | スティーブ・ビートン   | 勝利 |
| ウェズ・ニュートン                 | 2012 | ラスト16 | 3×T20; 2×T20, T19; 2×T20, D12 | ジャスティン・パイプ   | 敗戦 |
| フィル・テイラー                   | 2014 | ラスト16 | 3×T20; 2×T20, T19; 2×T20, D12 | マイケル・スミス       | 勝利 |
| ゲイリー・アンダーソン             | 2018 | 準々決勝 | 3×T20; 3×T20; T20, T19, D12   | ジョー・カレン         | 勝利 |
| ガーウィン・プライス               | 2022 | 準決勝   | 3×T20; 3×T20; T20, T19, D12   | ダニー・ノッパード     | 勝利 |
| ディミトリ・バン・デン・バーグ     | 2024 | ラスト32 | 3×T20; 3×T20; T20, T19, D12   | マーティン・シンドラー | 勝利 |
| ルーク・リトラー                   | 2025 | 準決勝   | 3×T20; 3×T20; T20, T17, D15   | ジョシュ・ロック       | 勝利 |

### ハイエスト・チェックアウト

#### 年度別
2025年開催までで、少なくとも38人の選手がハイエスト・チェックアウトを達成している。
| 年   | 選手                                                                                  | 数字 |
| ---- | ------------------------------------------------------------------------------------- | ---- |
| 1994 | 不明                                                                                  | 不明 |
| 1995 | 不明                                                                                  | 不明 |
| 1996 | 不明                                                                                  | 不明 |
| 1997 | フィル・テイラー                                                                      | 164  |
| 1998 | アラン・ウォリナー＝リトル                                                            | 167  |
| 1999 | ピーター・エヴィソン コリン・ロイド                                                   | 170  |
| 2000 | アレックス・ロイ スティーブ・ブラウン                                                 | 170  |
| 2001 | デイブ・アスキュー                                                                    | 170  |
| 2002 | キース・デラー                                                                        | 170  |
| 2003 | コリン・ロイド                                                                        | 160  |
| 2004 | デニス・オーブンズ                                                                    | 170  |
| 2005 | コリン・ロイド                                                                        | 170  |
| 2006 | フィル・テイラー アンディ・ジェンキンス                                               | 160  |
| 2007 | ケビン・ペインター                                                                    | 170  |
| 2008 | マット・クラーク                                                                      | 161  |
| 2009 | アラン・タバーン                                                                      | 157  |
| 2010 | マーク・ウォルシュ                                                                    | 160  |
| 2011 | ジェームズ・ウェイド ウェズ・ニュートン エイドリアン・ルイス                          | 170  |
| 2012 | フィル・テイラー x 2 デイブ・チズナル ジョー・カレン                                  | 170  |
| 2013 | ジャスティン・パイプ ブレンダン・ドーラン アンディ・ハミルトン                        | 170  |
| 2014 | スティーブン・バンティング                                                            | 167  |
| 2015 | ブレンダン・ドーラン                                                                  | 170  |
| 2016 | ジャスティン・パイプ カイル・アンダーソン スティーブ・ビートン                        | 160  |
| 2017 | ベニート・バン・デ・パス ガーウィン・プライス                                         | 170  |
| 2018 | ジョー・カレン x 2 ピーター・ライト                                                   | 170  |
| 2019 | ピーター・ライト ロブ・クロス                                                         | 170  |
| 2020 | ガブリエル・クレメンス ディミトリ・バン・デン・バーグ                                 | 170  |
| 2021 | カラン・ライズ                                                                        | 170  |
| 2022 | ダーク・バン・デュイベンボーデ                                                        | 170  |
| 2023 | ロブ・クロス ジョニー・クレイトン ダーク・バン・デュイベンボーデ ネーザン・アスピナル | 170  |
| 2024 | ジャン・ヴァン・ヴィーン クリス・ドビー                                               | 170  |
| 2025 | ガーウィン・プライス ジョシュ・ロック                                                 | 170  |

#### 回数
2025年開催までで、フィル・テイラーは最多となる4回のハイエスト・チェックアウトを達成している。
- 4  フィル・テイラー
- 3  コリン・ロイド
- 3  ジョー・カレン
- 2  ブレンダン・ドーラン
- 2  ジャスティン・パイプ
- 2  ピーター・ライト
- 2  ロブ・クロス
- 2  ダーク・バン・デュイベンボーデ
- 2  ガーウィン・プライス

### 試合記録

#### 最長試合
- 40 (レグ)  ゲイリー・アンダーソン 21 vs 19  メンサー・スルホビック (2018年決勝)
- 38  ジェームズ・ウェイド 20 vs 18  ジョニー・クレイトン (2025年準決勝)
- 36  ロッド・ハリントン 19 vs 17  ロニー・バクスター (1998年決勝)
- 36  ロッド・ハリントン 19 vs 17  ピーター・マンリー (1999年決勝)
- 36  ロニー・バクスター 19 vs 17  ケビン・ペインター (2004年2回戦)
- 36  ジェームズ・ウェイド 19 vs 17  ローランド・ショルテン (2006年準決勝)
- 36  エイドリアン・ルイス 19 vs 17  アンディ・ハミルトン (2013年準々決勝)
- 36  ゲイリー・アンダーソン 19 vs 17  ジョー・カレン (2018年準々決勝)

#### 最短試合
- 8  フィル・テイラー 8 vs 0  ゲイリー・モーソン (1997年1回戦)
- 8  スティーブ・ブラウン 8 vs 0  ショーン・ダウンズ (1997年1回戦)
- 9  ピーター・エヴィソン 8 vs 1  グレアム・ストッダート (1995年1回戦)
- 9  ピーター・エヴィソン 8 vs 1  フィル・テイラー (1996年2回戦)
- 9  ピーター・エヴィソン 8 vs 1  グレアム・ストッダート (1997年1回戦)
- 9  アラン・ウォリナー＝リトル 8 vs 1  ピーター・マンリー (1997年2回戦)
- 9  フィル・テイラー 8 vs 1  グレアム・ストッダート (1998年1回戦)

#### 最大差
- 15  フィル・テイラー 16 vs 1  ローランド・ショルテン (2007年準々決勝)
- 14  フィル・テイラー 18 vs 4  テリー・ジェンキンス (2009年決勝)
- 13  フィル・テイラー 16 vs 3  エイドリアン・ルイス (2009年準々決勝)
- 13  フィル・テイラー 17 vs 4  サイモン・ウィットロック (2010年準決勝)

### 年齢
ここでは、年齢に関する記録を紹介する。

#### 最年長優勝
- 56歳351日  フィル・テイラー (2017)

#### 最年少優勝
- 18歳187日  ルーク・リトラー (2025)
- 24歳113日  ジェームズ・ウェイド (2007)

#### 最年長出場
- 60歳1日  デニス・プリーストリー (2010)

#### 最年少出場
- 17歳176日  ルーク・リトラー (2024)
- 18歳91日  マイケル・ヴァン・ガーウェン (2007)

## 大会記録 (女子)

### 回数
ここでは、回数に関する記録を紹介する。

#### 最多優勝
- 2  ボー・グリーブ (2023 - 2024)
- 1  ファロン・シャーロック (2022)
- 1  リサ・アシュトン (2025)

#### 最多出場
- 4  ファロン・シャーロック (2022 - 2025)
- 4  リサ・アシュトン (2022 - 2025)

#### 最多勝利
- 7  ボー・グリーブ (3回: 2023 - 2024; 1回: 2025)
- 7  ファロン・シャーロック (3回: 2022;　2回: 2024 - 2025)

### 平均値
ここでは、3ダーツ平均に関する記録を紹介する。

#### 最高対戦平均値
2025年開催までの最高は、ボー・グリーブの98.75である。
| 記録  | プレイヤー             | 対戦相手                 | 年   | ラウンド |
| ----- | ---------------------- | ------------------------ | ---- | -------- |
| 98.75 | ボー・グリーブ         | ファロン・シャーロック   | 2024 | 決勝     |
| 96.12 | ボー・グリーブ         | キルシ・ヴィーニカイネン | 2025 | 準々決勝 |
| 92.16 | 鈴木未来               | アイリーン・デ・グラーフ | 2023 | 準々決勝 |
| 89.61 | ファロン・シャーロック | リサ・アシュトン         | 2025 | 決勝     |
| 89.51 | ボー・グリーブ         | ロビン・バーン           | 2023 | 準決勝   |

### ハイエスト・チェックアウト
| 年   | 選手                   | 数字 |
| ---- | ---------------------- | ---- |
| 2022 | ファロン・シャーロック | 142  |
| 2023 | ボー・グリーブ         | 101  |
| 2024 | ファロン・シャーロック | 129  |
| 2025 | リサ・アシュトン       | 140  |

### 試合記録

#### 最長試合
- 11 (レグ)  リサ・アシュトン 6 vs 5  ファロン・シャーロック (2025年決勝)
- 9  アイリーン・デ・グラーフ 5 vs 4  リサ・アシュトン (2022年準決勝)
- 9  ファロン・シャーロック 6 vs 3  アイリーン・デ・グラーフ (2022年決勝)
- 9  ファロン・シャーロック 5 vs 4  リサ・アシュトン (2024年準決勝)
- 9  ボー・グリーブ 6 vs 3  ファロン・シャーロック (2024年決勝)
- 9  ファロン・シャーロック 5 vs 4  ノア=リン・ファン・ルーベン (2025年準決勝)

#### 最短試合
- 4  リサ・アシュトン 4 vs 0  クロエ・オブライエン (2022年準々決勝)
- 4  ボー・グリーブ 4 vs 0  ノア=リン・ファン・ルーベン (2023年準々決勝)
- 4  ファロン・シャーロック 4 vs 0  アナスタシア・ドブロミスロワ (2024年準々決勝)
- 4  ノア=リン・ファン・ルーベン 4 vs 0  ロレイン・ウィンスタンリー (2025年準々決勝)

## 試合形式
ワールド・マッチプレイは全試合レグ制で行う。

### 1994
- 1・2回戦: 8レグ先取 (2レグ差がつくまで)
- 準々決勝・準決勝: 11レグ先取 (2レグ差がつくまで)
- 決勝: 16レグ先取 (2レグ差がつくまで)

### 1995–1997
- 1・2回戦: 8レグ先取 (2レグ差がつくまで)
- 準々決勝・: 11レグ先取 (2レグ差がつくまで)
- 準決勝: 13レグ先取 (2レグ差がつくまで)
- 決勝: 16レグ先取 (2レグ差がつくまで)

### 1998
- 1・2回戦: 8レグ先取 (2レグ差がつくまで)
- 準々決勝: 13レグ先取 (2レグ差がつくまで)
- 準決勝: 13レグ先取 (2レグ差がつくまで)
- 決勝: 18レグ先取 (2レグ差がつくまで)

### 1999–2012
- 1回戦: 10レグ先取 (2レグ差がつくまで)
- 2回戦: 13レグ先取 (2レグ差がつくまで)
- 準々決勝: 16レグ先取 (2レグ差がつくまで)
- 準決勝: 17レグ先取 (2レグ差がつくまで)
- 決勝: 18レグ先取 (2レグ差がつくまで)

### 2013–2015
- 1回戦: 10レグ先取 (2レグ差がつくまで; 12–12の場合はサドンデス)
- 2回戦: 13レグ先取 (2レグ差がつくまで; 15–15の場合はサドンデス)
- 準々決勝: 16レグ先取 (2レグ差がつくまで; 18–18の場合はサドンデス)
- 準決勝: 17レグ先取 (2レグ差がつくまで; 19–19の場合はサドンデス)
- 決勝: 18レグ先取 (2レグ差がつくまで; 20–20の場合はサドンデス)

### 2016–present
- 1回戦: 10レグ先取 (2レグ差がつくまで; 12–12の場合はサドンデス)
- 2回戦: 11レグ先取 (2レグ差がつくまで; 13–13の場合はサドンデス)
- 準々決勝: 16レグ先取 (2レグ差がつくまで; 18–18の場合はサドンデス)
- 準決勝: 17レグ先取 (2レグ差がつくまで; 19–19の場合はサドンデス)
- 決勝: 18レグ先取 (2レグ差がつくまで; 20–20の場合はサドンデス)

### 2022–present
- 準々決勝: 4レグ先取
- 準決勝: 5レグ先取
- 決勝: 6レグ先取

## 中継
イギリス国内では第1回大会からSky Sportsで中継されている。

## 同名のトーナメント
1980年代、BDOは、このトーナメントと直接的には全く関係のないMFI ワールド・マッチプレイというトーナメントを開催していた。
このトーナメントは、初回の1983年に、ジョン・ロウがテレビ放送史上初のナイン・ダート・フィニッシュを達成した歴史的意義のあるトーナメントである。
また、優勝賞金は、当時のワールド・チャンピオンシップを超えて、最も高かった。
ロウは、この偉業により、£102,000を獲得し、さらにこの大会の初代チャンピオンにもなった。